# Will Smith (baseball, 1989)
Pour les articles homonymes, voir Will Smith (baseball, 1995) et William Smith.
William Michael Smith (né le 10 juillet 1989 à Newnan, Géorgie, États-Unis) est un lanceur gaucher des Ligues majeures.

## Carrière
Will Smith est repêché par les Devil Rays de Tampa Bay au 40e tour de sélection en 2007 mais ne signe pas de contrat avec l'équipe. Il est par la suite sélectionné en septième ronde en 2008 par les Angels de Los Angeles et il amorce sa carrière en ligues mineures avec des clubs affiliés à cette franchise. Alors qu'il est toujours dans les mineures, Smith est transféré avec le lanceur Sean O'Sullivan aux Royals de Kansas City le 22 juillet 2010 en retour du joueur d'avant-champ Alberto Callaspo.

### Royals de Kansas City
Smith fait ses débuts dans le baseball majeur avec Kansas City le 23 mai 2012. Le lanceur partant connaît un difficile premier départ, encaissant la défaite face aux Yankees de New York. Le 29 mai suivant, il limite les Indians de Cleveland à deux points pour savourer sa première victoire dans les majeures.
Il complète sa première saison avec 6 gains et 9 défaites en 16 départs pour les Royals. Sa moyenne de points mérités est assez élevée : 5,32 en 89 manches et deux tiers lancées.
En 2013, Smith est déplacé dans l'enclos des releveurs. Il n'effectue qu'un seul départ et lance 18 fois en relève, pour un total de seulement 33 manches et un tiers de travail. Sa moyenne est de 3,24 points mérités accordés par partie, avec deux victoires et une défaite.

### Brewers de Milwaukee
Le 5 décembre 2013, les Royals de Kansas City échangent Will Smith aux Brewers de Milwaukee contre le voltigeur Norichika Aoki. En 2014, il mène les lanceurs de la Ligue nationale avec 78 matchs joués. Sa moyenne de points mérités s'élève à 3,70 en 65 manches et deux tiers lancées, avec 86 retraits sur des prises.
Smith est expulsé d'un match contre les Braves d'Atlanta le 21 mai 2015 après avoir été surpris avec un mélange de rosin et de crème solaire sur son avant-bras, ce qui contrevient au règlement interdisant d'appliquer des substances étrangères sur la balle. Le lendemain, il est suspendu 8 matchs pour cet incident.
Il connaît la meilleure saison de sa carrière en 2015 avec une moyenne de points mérités de 2,70 et 91 retraits sur des prises en 63 manches et un tiers lancées. En 76 matchs pour Milwaukee, il remporte 7 victoires contre deux défaites et retire 12,9 frappeurs sur des prises par 9 manches lancées.